# Gran Premio motociclistico dell'Emilia-Romagna 2021
Il Gran Premio motociclistico dell'Emilia-Romagna 2021 è stato la sedicesima prova su diciotto del motomondiale 2021. Le vittorie nelle tre classi sono andate a: Marc Márquez in MotoGP, Sam Lowes in Moto2 e Dennis Foggia in Moto3. Al termine del Gran Premio Fabio Quartararo si è laureato campione del mondo della classe MotoGP.

## MotoGP

### Arrivati al traguardo
| Pos. | Nº | Pilota            | Squadra                     | Motocicletta       | Giri | Tempo     | Griglia | Punti |
| ---- | -- | ----------------- | --------------------------- | ------------------ | ---- | --------- | ------- | ----- |
| 1º   | 93 | Marc Márquez      | Repsol Honda                | Honda RC213V       | 27   | 41'52.830 | 7º      | 25    |
| 2º   | 44 | Pol Espargaró     | Repsol Honda                | Honda RC213V       | 27   | +4.859    | 4º      | 20    |
| 3º   | 23 | Enea Bastianini   | Avintia Esponsorama         | Ducati Desmosedici | 27   | +12.013   | 16º     | 16    |
| 4º   | 20 | Fabio Quartararo  | Monster Energy Yamaha       | Yamaha YZR-M1      | 27   | +12.775   | 15º     | 13    |
| 5º   | 5  | Johann Zarco      | Pramac Racing               | Ducati Desmosedici | 27   | +16.458   | 10º     | 11    |
| 6º   | 42 | Álex Rins         | Suzuki Ecstar               | Suzuki GSX-RR      | 27   | +17.669   | 13º     | 10    |
| 7º   | 41 | Aleix Espargaró   | Aprilia Racing Team Gresini | Aprilia RS-GP      | 27   | +18.468   | 11º     | 9     |
| 8º   | 12 | Maverick Viñales  | Aprilia Racing Team Gresini | Aprilia RS-GP      | 27   | +18.607   | 19º     | 8     |
| 9º   | 10 | Luca Marini       | SKY VR46 Avintia            | Ducati Desmosedici | 27   | +25.417   | 3º      | 7     |
| 10º  | 46 | Valentino Rossi   | Petronas Yamaha SRT         | Yamaha YZR-M1      | 27   | +27.735   | 23º     | 6     |
| 11º  | 33 | Brad Binder       | Red Bull KTM Factory Racing | KTM RC16           | 27   | +27.879   | 20º     | 5     |
| 12º  | 51 | Michele Pirro     | Ducati Lenovo               | Ducati Desmosedici | 27   | +28.137   | 22º     | 4     |
| 13º  | 4  | Andrea Dovizioso  | Petronas Yamaha SRT         | Yamaha YZR-M1      | 27   | +41.413   | 21º     | 3     |
| 14º  | 21 | Franco Morbidelli | Monster Energy Yamaha       | Yamaha YZR-M1      | 27   | +42.830   | 6º      | 2     |
| 15º  | 30 | Takaaki Nakagami  | LCR Honda Idemitsu          | Honda RC213V       | 27   | +1'22.462 | 17º     | 1     |

### Ritirati
| Nº | Pilota            | Squadra                     | Motocicletta       | Giri | Griglia |
| -- | ----------------- | --------------------------- | ------------------ | ---- | ------- |
| 63 | Francesco Bagnaia | Ducati Lenovo               | Ducati Desmosedici | 22   | 1º      |
| 88 | Miguel Oliveira   | Red Bull KTM Factory Racing | KTM RC16           | 22   | 5º      |
| 89 | Jorge Martín      | Pramac Racing               | Ducati Desmosedici | 12   | 12º     |
| 27 | Iker Lecuona      | Tech 3 KTM Factory Racing   | KTM RC16           | 10   | 8º      |
| 73 | Álex Márquez      | LCR Honda Castrol           | Honda RC213V       | 9    | 14º     |
| 43 | Jack Miller       | Ducati Lenovo               | Ducati Desmosedici | 3    | 2º      |
| 9  | Danilo Petrucci   | Tech 3 KTM Factory Racing   | KTM RC16           | 2    | 9º      |
| 36 | Joan Mir          | Suzuki Ecstar               | Suzuki GSX-RR      | 2    | 18º     |

## Moto2

### Arrivati al traguardo
| Pos. | Nº | Pilota                | Squadra                  | Motocicletta | Giri | Tempo     | Griglia | Punti |
| ---- | -- | --------------------- | ------------------------ | ------------ | ---- | --------- | ------- | ----- |
| 1º   | 22 | Sam Lowes             | Elf Marc VDS Racing      | Kalex        | 25   | 40'25.180 |         | 25    |
| 2º   | 37 | Augusto Fernandez     | Elf Marc VDS Racing      | Kalex        | 25   | +1.233    |         | 20    |
| 3º   | 44 | Arón Canet            | Aspar Team               | Boscoscuro   | 25   | +1.400    |         | 16    |
| 4º   | 13 | Celestino Vietti      | SKY Racing Team VR46     | Kalex        | 25   | +2.554    |         | 13    |
| 5º   | 9  | Jorge Navarro         | +EGO Speed Up            | Boscoscuro   | 25   | +4.243    |         | 11    |
| 6º   | 62 | Stefano Manzi         | Flexbox HP40             | Kalex        | 25   | +5.198    |         | 10    |
| 7º   | 87 | Remy Gardner          | Red Bull KTM Ajo         | Kalex        | 25   | +14.261   |         | 9     |
| 8º   | 21 | Fabio Di Giannantonio | Federal Oil Gresini      | Kalex        | 25   | +15.868   |         | 8     |
| 9º   | 79 | Ai Ogura              | Idemitsu Honda Team Asia | Kalex        | 25   | +18.905   |         | 7     |
| 10º  | 42 | Marcos Ramírez        | American Racing          | Kalex        | 25   | +19.069   |         | 6     |
| 11º  | 75 | Albert Arenas         | Aspar Team               | Boscoscuro   | 25   | +19.675   |         | 5     |
| 12º  | 64 | Bo Bendsneyder        | Pertamina Mandalika SAG  | Kalex        | 25   | +24.309   |         | 4     |
| 13º  | 96 | Jake Dixon            | Petronas Sprinta Racing  | Kalex        | 25   | +26.777   |         | 3     |
| 14º  | 12 | Thomas Lüthi          | Pertamina Mandalika SAG  | Kalex        | 25   | +34.699   |         | 2     |
| 15º  | 23 | Marcel Schrötter      | Liqui Moly Intact GP     | Kalex        | 25   | +36.240   |         | 1     |
| 16º  | 54 | Fermín Aldeguer       | +EGO Speed Up            | Boscoscuro   | 25   | +37.590   |         |       |
| 17º  | 70 | Barry Baltus          | NTS RW Racing GP         | NTS          | 25   | +37.899   |         |       |
| 18º  | 11 | Nicolò Bulega         | Federal Oil Gresini      | Kalex        | 25   | +37.966   |         |       |
| 19º  | 24 | Simone Corsi          | MV Agusta Forward Racing | MV Agusta F2 | 25   | +50.787   |         |       |
| 20º  | 7  | Lorenzo Baldassarri   | MV Agusta Forward Racing | MV Agusta F2 | 25   | +1'02.974 |         |       |

### Ritirati
| Nº | Pilota           | Squadra                  | Motocicletta | Giri | Griglia |
| -- | ---------------- | ------------------------ | ------------ | ---- | ------- |
| 72 | Marco Bezzecchi  | SKY Racing Team VR46     | Kalex        | 22   |         |
| 97 | Xavi Vierge      | Petronas Sprinta Racing  | Kalex        | 16   |         |
| 14 | Tony Arbolino    | Liqui Moly Intact GP     | Kalex        | 16   |         |
| 27 | Mattia Casadei   | Italtrans Racing         | Kalex        | 15   |         |
| 25 | Raúl Fernández   | Red Bull KTM Ajo         | Kalex        | 14   |         |
| 40 | Héctor Garzó     | Flexbox HP40             | Kalex        | 12   |         |
| 10 | Tommaso Marcon   | NTS RW Racing GP         | NTS          | 9    |         |
| 6  | Cameron Beaubier | American Racing          | Kalex        | 8    |         |
| 35 | Somkiat Chantra  | Idemitsu Honda Team Asia | Kalex        | 6    |         |

## Moto3

### Arrivati al traguardo
| Pos. | Nº | Pilota             | Squadra                     | Motocicletta  | Giri | Tempo     | Griglia | Punti |
| ---- | -- | ------------------ | --------------------------- | ------------- | ---- | --------- | ------- | ----- |
| 1º   | 7  | Dennis Foggia      | Leopard Racing              | Honda NSF250R | 23   | 39'33.170 |         | 25    |
| 2º   | 5  | Jaume Masiá        | Red Bull KTM Ajo            | KTM RC 250 GP | 23   | +0.292    |         | 20    |
| 3º   | 37 | Pedro Acosta       | Red Bull KTM Ajo            | KTM RC 250 GP | 23   | +4.686    |         | 16    |
| 4º   | 40 | Darryn Binder      | Petronas Sprinta Racing     | Honda NSF250R | 23   | +4.797    |         | 13    |
| 5º   | 82 | Stefano Nepa       | BOE Owlride                 | KTM RC 250 GP | 23   | +4.853    |         | 11    |
| 6º   | 23 | Niccolò Antonelli  | Avintia VR46 Academy        | KTM RC 250 GP | 23   | +5.052    |         | 10    |
| 7º   | 55 | Romano Fenati      | Sterilgarda Max Racing Team | Husqvarna     | 23   | +5.335    |         | 9     |
| 8º   | 71 | Ayumu Sasaki       | Red Bull KTM Tech 3         | KTM RC 250 GP | 23   | +6.642    |         | 8     |
| 9º   | 43 | Xavier Artigas     | Leopard Racing              | Honda NSF250R | 23   | +6.736    |         | 7     |
| 10º  | 12 | Filip Salač        | CarXpert PrüstelGP          | KTM RC 250 GP | 23   | +6.800    |         | 6     |
| 11º  | 6  | Ryusei Yamanaka    | CarXpert PrüstelGP          | KTM RC 250 GP | 23   | +10.535   |         | 5     |
| 12º  | 28 | Izan Guevara       | Gaviota GasGas Aspar        | GasGas        | 23   | +17.811   |         | 4     |
| 13º  | 31 | Adrián Fernández   | Sterilgarda Max Racing Team | Husqvarna     | 23   | +18.050   |         | 3     |
| 14º  | 52 | Jeremy Alcoba      | Indonesian Racing Gresini   | Honda NSF250R | 23   | +18.260   |         | 2     |
| 15º  | 19 | Andi Farid Izdihar | Honda Team Asia             | Honda NSF250R | 23   | +19.264   |         | 1     |
| 16º  | 67 | Alberto Surra      | Rivacold Snipers            | Honda NSF250R | 23   | +20.217   |         |       |
| 17º  | 27 | Kaito Toba         | CIP Green Power             | KTM RC 250 GP | 23   | +24.704   |         |       |
| 18º  | 73 | Maximilian Kofler  | CIP Green Power             | KTM RC 250 GP | 23   | +24.902   |         |       |
| 19º  | 20 | Lorenzo Fellon     | SIC58 Squadra Corse         | Honda NSF250R | 23   | +24.976   |         |       |
| 20º  | 96 | Daniel Holgado     | Red Bull KTM Tech 3         | KTM RC 250 GP | 23   | +25.323   |         |       |
| 21º  | 64 | Mario Aji          | Honda Team Asia             | Honda NSF250R | 23   | +46.495   |         |       |
| 22º  | 80 | David Alonso       | Gaviota GasGas Aspar        | GasGas        | 23   | +1'25.207 |         |       |

### Ritirati
| Nº | Pilota         | Squadra                 | Motocicletta  | Giri | Griglia |
| -- | -------------- | ----------------------- | ------------- | ---- | ------- |
| 92 | Yuki Kunii     | Honda Team Asia         | Honda NSF250R | 20   |         |
| 16 | Andrea Migno   | Rivacold Snipers        | Honda NSF250R | 12   |         |
| 99 | Carlos Tatay   | Avintia Esponsorama     | KTM RC 250 GP | 12   |         |
| 24 | Tatsuki Suzuki | SIC58 Squadra Corse     | Honda NSF250R | 10   |         |
| 17 | John McPhee    | Petronas Sprinta Racing | Honda NSF250R | 8    |         |
| 54 | Riccardo Rossi | BOE Owlride             | KTM RC 250 GP | 5    |         |